# Fluffernutter
Um fluffernutter (também chamado de “sanduíche de manteiga de amendoim e marshmallow”) é um sanduíche feito com manteiga de amendoim e creme de marshmallow, geralmente servido em pão branco. As variações do sanduíche incluem a substituição por pão integral e a adição de vários ingredientes doces, salgados e umami. O termo fluffernutter também pode ser usado para descrever outros itens alimentícios, principalmente sobremesas, que incorporam manteiga de amendoim e creme de marshmallow.
O sanduíche foi criado no início do século XX, depois que o creme de marshmallow, uma pasta doce feita com marshmallow, foi inventado em Massachusetts. Durante a Primeira Guerra Mundial, foi publicada uma receita de sanduíche de manteiga de amendoim e creme de marshmallow, o primeiro exemplo conhecido do sanduíche. O termo “fluffernutter” foi criado por uma agência de publicidade em 1960 como uma forma mais eficaz de comercializar o sanduíche.
O sanduíche é particularmente popular na Nova Inglaterra e foi proposto como o sanduíche oficial do estado de Massachusetts. O fluffernutter tradicional pode ser grelhado para uma variação popular.

## Receita e variações
Um fluffernutter é feito espalhando manteiga de amendoim em uma fatia de pão, depois espalhando uma quantidade igual de creme de marshmallow em outra fatia e, por fim, combinando-os para formar um sanduíche. As variações da receita incluem pão integral em vez de pão branco, creme de avelã Nutella em vez de manteiga de amendoim, e a adição de ingredientes doces como bananas ou ingredientes salgados como bacon. O próprio fluffernutter é frequentemente visto como uma variação do sanduíche de manteiga de amendoim e geleia. Embora muitas vezes seja visto como um alimento para crianças, a receita do fluffernutter foi adaptada para agradar aos gostos dos adultos. Por exemplo, um bufê de Nova York serve um aperitivo de fluffernutter em uma casquinha de sorvete torrado com uma colher de manteiga de amendoim e creme de marshmallow queimado por cima.
O termo fluffernutter também tem sido usado para descrever outros alimentos que contêm manteiga de amendoim e creme de marshmallow, incluindo biscoitos, barras e cupcakes de fluffernutter. A Durkee-Mower, empresa que produz o produto Marshmallow Fluff, uma marca de creme de marshmallow, produz um livro de receitas que contém receitas de barras de fluffernutter, coberturas, tortas e vitaminas. Em 2006, a Brigham's Ice Cream e a Durkee-Mower introduziram um sabor de fluffernutter, com manteiga de amendoim e Marshmallow Fluff em um sorvete de baunilha. Fluffernutter também foi o nome de um doce produzido brevemente pela empresa de doces Boyer Brothers a partir de 1969.

## História

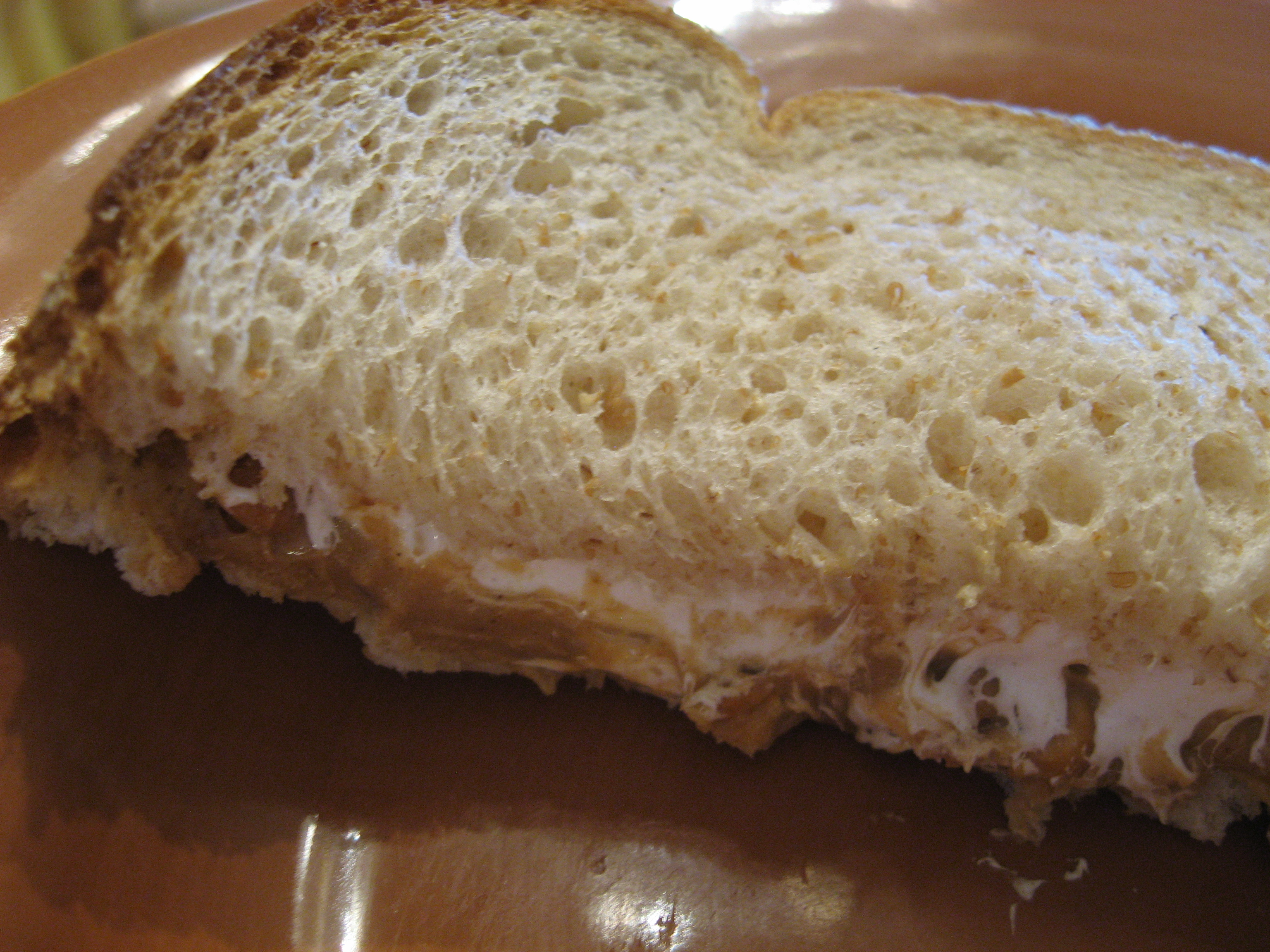
Metade de um sanduíche fluffernutter.

O creme de marshmallow foi inventado no início do século XX. Em 1917, Archibald Query [en] inventou o que chamou de Marshmallow Creme em Somerville, Massachusetts. Amory e Emma Curtis, de Melrose, Massachusetts, inventaram o Snowflake Marshmallow Creme em 1913. Durante a Primeira Guerra Mundial, Emma Curtis publicou uma receita para o Liberty Sandwich, que consistia em manteiga de amendoim e Snowflake Marshmallow Creme em pão de aveia ou cevada. A receita foi publicada em um folheto promocional enviado aos clientes da Curtis em 1918 e pode ser a origem do sanduíche fluffernutter. Rótulos e folhetos anteriores publicados pelos Curtis sugeriam combinar o Snowflake Marshmallow Creme com manteiga de amendoim ou comê-lo em sanduíches com nozes picadas ou azeitonas.
Enquanto isso, a escassez de açúcar durante a Primeira Guerra Mundial prejudicou as vendas do creme de marshmallow de Archibald Query, de modo que Query vendeu sua receita em 1920 para dois homens de Swampscott, Massachusetts, H. Allen Durkee e Fred L. Mower, que começaram a distribuir o produto por meio de sua empresa, a Durkee-Mower Inc. A dupla rebatizou o produto como Toot Sweet Marshmallow Fluff, e a Durkee-Mower continua a vender o produto com o nome Marshmallow Fluff. O sanduíche feito com manteiga de amendoim e creme de marshmallow continuou a ser consumido, mas não era chamado de fluffernutter até 1960, quando uma empresa de publicidade contratada pela Durkee-Mower criou o termo como uma forma mais eficaz de comercializar o sanduíche. Fluffernutter é uma marca registrada da Durkee-Mower, embora os registros de marca da empresa nos Estados Unidos para o termo cubram apenas sorvetes e receitas impressas. Em 2006, a Durkee-Mower processou a Williams-Sonoma, Inc. [en] no  Tribunal Distrital dos Estados Unidos para o Distrito de Massachusetts, alegando que a Williams-Sonoma, Inc. infringiu sua marca registrada ao vender um doce coberto de chocolate com marshmallow e manteiga de amendoim sob o nome Fluffernutter.

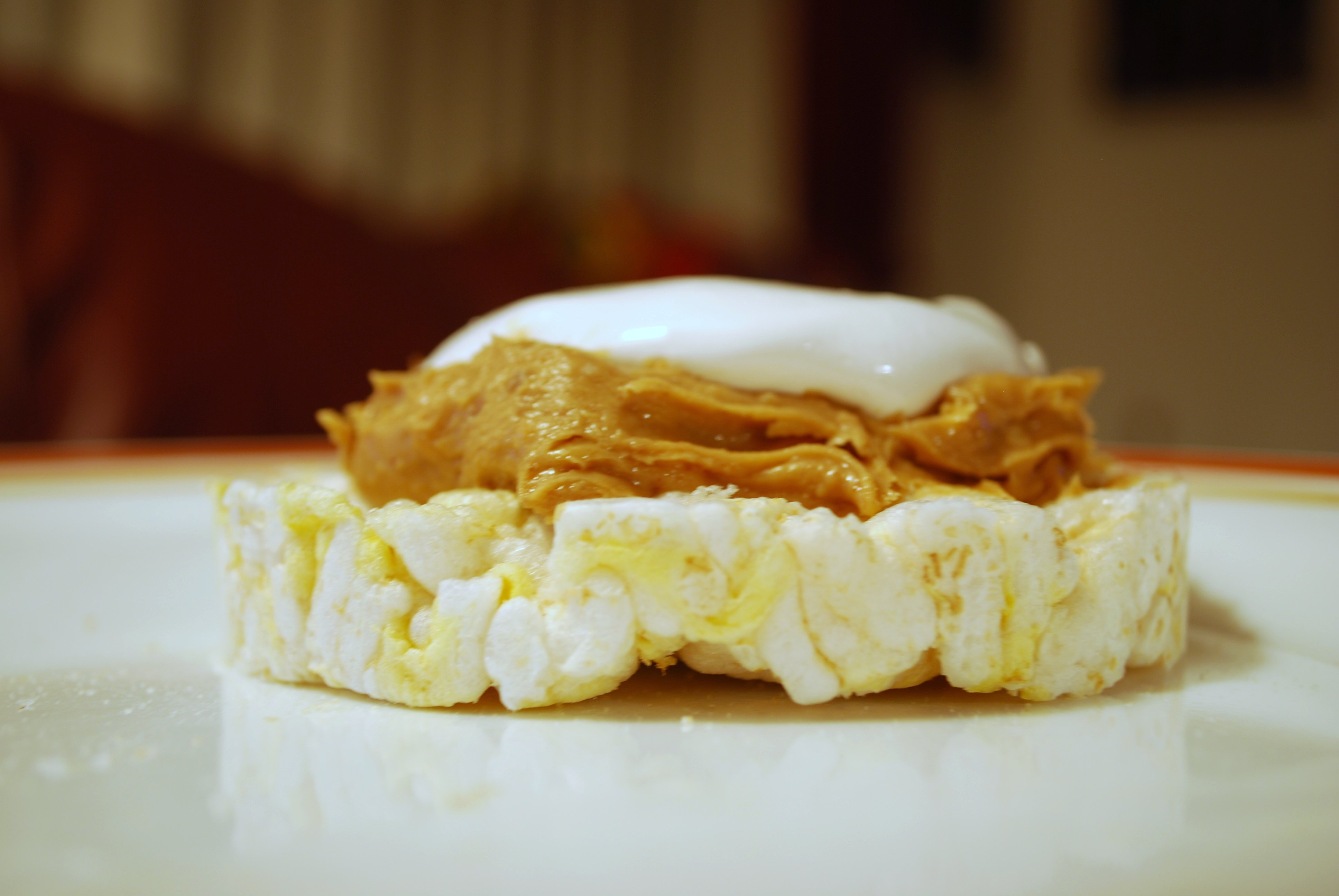
Uma variação do sanduíche fluffernutter, usando um biscoito de arroz no lugar do pão fatiado.

Em junho de 2006, o senador do estado de Massachusetts, Jarrett Barrios [en], propôs uma legislação restringindo a oferta de sanduíches fluffernutter em escolas públicas depois de saber que seu filho recebia os sanduíches diariamente em sua escola primária em Cambridge, Massachusetts. Barrios redigiu uma emenda ao projeto de lei sobre junk food que limitaria os sanduíches fluffernutter a uma vez por semana. A proposta foi criticada como uma legislação trivial e excessivamente intrusiva, enquanto os apoiadores de Barrios apontaram preocupações com a obesidade infantil. Entre as pessoas que defenderam o fluffernutter na época estava a deputada estadual de Massachusetts Kathi-Anne Reinstein [en], cujo distrito em Revere era próximo a Lynn, onde o Marshmallow Fluff é fabricado. Ela afirmou que “lutaria até a morte pelo Fluff” e apoiou a legislação que tornaria o Fluffernutter o sanduíche oficial do estado. A medida falhou e Reinstein tentou novamente, sem sucesso, em 2009. Os apoiadores do projeto de lei citaram a estreita associação do sanduíche com a infância e Massachusetts.
Em 2021, a Merriam-Webster adicionou a palavra fluffernutter ao seu dicionário.

## Na cultura popular
O termo fluffernutter às vezes tem sido usado de forma depreciativa para descrever algo que não tem substância e tem pouco ou nenhum valor cultural. Por outro lado, alguns escritores consideram o fluffernutter e o creme de marshmallow uma fonte de nostalgia infantil e orgulho regional.
O sanduíche tem laços estreitos com a Nova Inglaterra e Massachusetts, particularmente com Somerville, onde Archibald Query inventou o Marshmallow Fluff, e com Lynn, onde a Durkee-Mower o produz há décadas. Somerville realiza um festival anual chamado "What the Fluff?" baseado na celebração dos sanduíches Marshmallow Fluff e Fluffernutter. O festival incorpora música, arte visual, jogos e um concurso de culinária baseado em Fluff e Fluffernutters. Em 2011, o astronauta da NASA Richard Linnehan, que nasceu em Lowell e comeu um fluffernutter enquanto estava a bordo da Estação Espacial Internacional, atuou como um dos juízes do concurso.
8 de outubro é o Dia Nacional do Fluffernutter.